# Kapelle Wagsberg

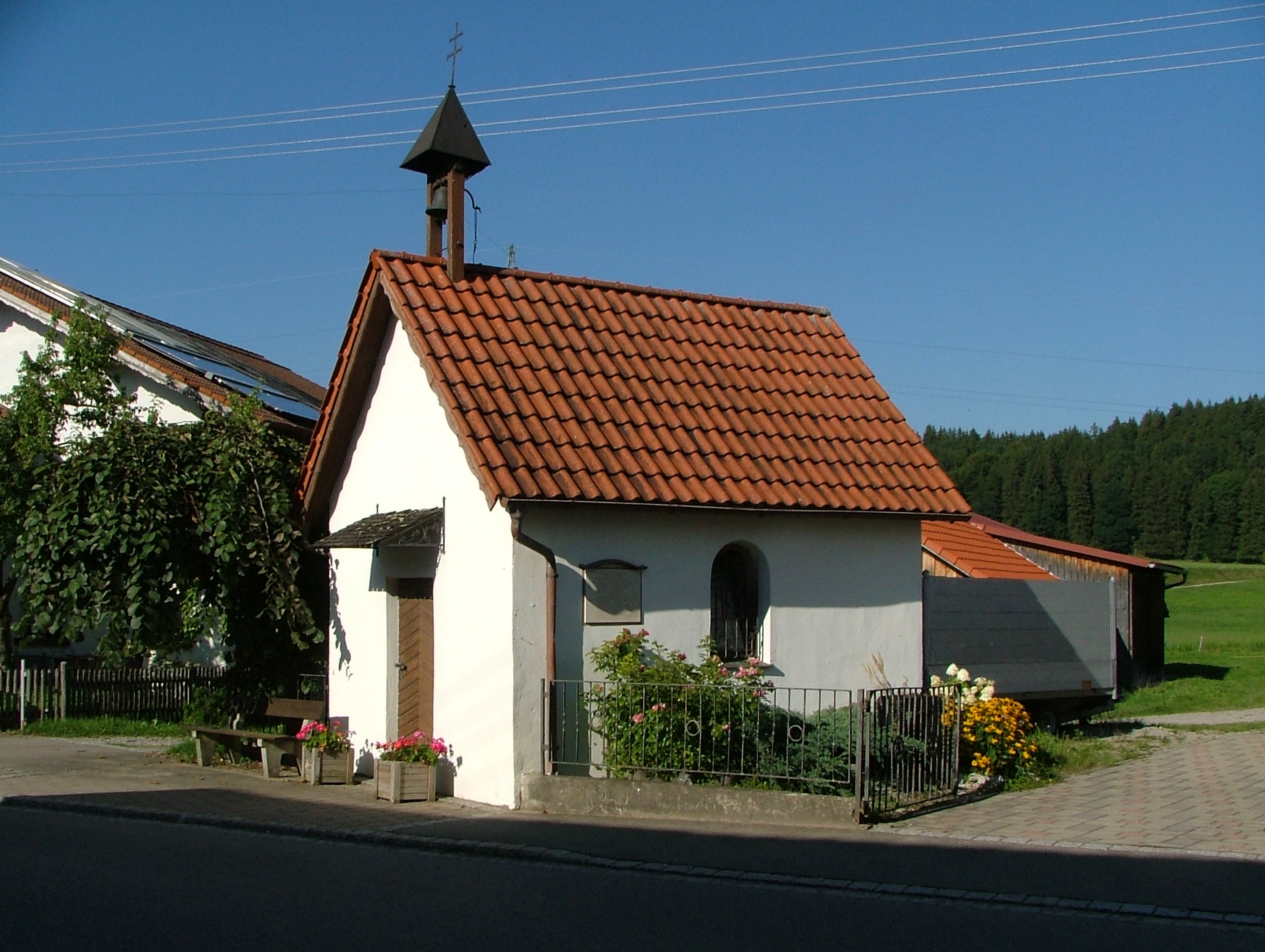
Kapelle in Wagsberg bei Kronburg

Die römisch-katholische Kapelle befindet sich in Wagsberg, einem Ortsteil von Kronburg im Landkreis Unterallgäu in Bayern. Die Kapelle steht unter Denkmalschutz.

## Baubeschreibung
Die Kapelle ist ein kleiner Bau mit Satteldach und einem rechteckigen Langhaus aus dem 18. Jahrhundert. Das Dach der Kapelle ist an der Ostseite abgewalmt. Im Inneren befindet sich eine Flachdecke. An beiden Seiten des kleinen Langhauses ist ein Rundfenster eingesetzt. Ein stichbogiger Eingang befindet sich auf der Westseite.

## Ausstattung
In der Altarnische befindet sich eine gefasste Holzfigur einer stehenden Muttergottes aus dem späten 18. Jahrhundert. Aus der zweiten Hälfte des 18. Jahrhunderts stammt die Holzfigur Christi im Kerker. Diese befindet sich in einer kleinen Wandnische an der Nordseite und ist durch ein Holzgitter abgeschlossen. Das Gestühl ist aus Fichtenholz gefertigt und stammt aus der zweiten Hälfte des 18. Jahrhunderts. Die Wangen des Gestühls sind geschwungen. Zwei gefasste Holzfiguren, beide aus dem 18. Jahrhundert, sind in der Kapelle aufgestellt. Diese stellen den hl. Sebastian und den hl. Petrus von Alcantara dar.